# 코닉세그 아제라
코닉세그 아제라(스웨덴어: Koenigsegg Agera)는 코닉세그의 스포츠카로 2010년에 코닉세그 CCX 모델의 후속으로 출시되었다. 차량 명칭은 스웨덴어로 행동을 취하다는 의미로 고대 그리스어로 영원하다는 의미를 지냈다.

## 개요
기존 코닉세그 CCX 모델의 후속으로 2010년 제네바 모터쇼를 통해 출시되었다. 기존 차량에 비해 안정성과 조종성을 목표로 개발된 차량으로 외형적으로 기존 모델과 동일하나 공기역학이 강조되었고 차체의 경우 근육질 차체로 디자인 되었다. 인테리어의 경우 기존 모델과 달리 디지털 계기판과 새로운 센터페사 조작 패널이 추가되었다. 엔진은 기존 4.7리터 엔진에서 5.0리터 트윈터보 엔진을 장착했고 기존 코닉세그 CCX 모델에 비하면 압축비가 향상되었고 부스트바가 낮아지고 배기량이 늘어나면서 엔진의 무게도 늘어났다.
또한 특별 제작된 7단 더블 클러치 변속기가 탑재되었고 가속까지 3초가 소요되고, 최고 속도는 400km를 넘어가거나 400km를 넘길 수 없다. 타이어의 경우 420km의 속력을 대응한 미쉐린 슈퍼스포츠가 장착되었고 제동력 강화를 위해 더 큰 카본 세라믹 브레이크가 장착되었다. 차체 강성도 기존 코닉세그 CCX 모델보다 크게 강화되었고 서스펜션의 경우 새롭게 개발된 부품으로 향상되었다. 횡가속력은 1.6G이다. 또한 VGR(Vortex Generating Rim spokes)로 붙여진 제트엔진 흡입구와 같은 독특한 형태의 휠이 탑재했는데 제트엔진의 흡입구와 같은 역할을 하면서 다운포스와 제동 장치 냉각에 도움을 준다.
그 밖에도 ABS의 향상등으로 여러 가지 주행성능 강화를 위한 기술이 향상되었고 다른 모델과 달리 루프에 장착 가능한 스키수납용 박스가 별도로 존재한다.

## 파생 모델

### 코닉세그 아제라 R
2011년에 출시된 모델로 기존 코닉세그 아제라 모델을 기반으로 제작되었다. 기존 모델인 CCXR과 동일하게 바이오 에탄올 대응 모델로 디젤 연료도 사용이 가능하다. 리어서스팬션와 가변형 리어 스포일러가 장착되었고 2012년에 출시된 모델부터 볼텍스 휠에서 카본 휠로 기본 옵션이 변경되었다. 총 18대가 생산되었다.

### 코닉세그 아제라 S
기존 코닉세그 아제라 R 모델의 E85 바이오 에탄올 기능을 제거한 모델로 최고 출력은 1050마력이다. E85 바이오 연료가 없는 말레이시아 시장을 위해 제작된 모델로 총 5대가 판매되었다.

### 코닉세그 원:1
2013년에 제작이 발표된 모델로, 2014년에 최초로 제네바 모터쇼, 베이징 모터쇼에서 정식으로 공개되었다. 기존 슈퍼카의 트랙튠 버전을 모두 보유하고 있다는 중국인이 코닉세그에 트랙튠 버전의 모델을 요구하면서 개발이 시작되었다. 총 7대가 제작되었고 연구 및 개발 목적으로 사용된 1대를 제외한 나머지 6대를 판매했다. 이름의 명칭은 마력당 중량비가 1:1이라는 의미로 최고 출력은 1360마력과 중량 1360kg이 거의 동일하다. 엔진은 5.0리터 V8 엔진이 탑재되었고, 최대 2.0g의 횡가속도를 견딜 수 있다.

### 코닉세그 아제라 RS
2015년 3월에 제네바 모터쇼에서 최초로 공개된 모델로 아제라의 최후형 모델이다. 기존 코닉세그 아제라 R, 코닉세그 아제라 S 모델을 바탕으로 추가적인 경량화와 파워업을 이루고 대형 리어윙을 제외한 원투원의 에어로 파츠를 채용하여 250km/h에서 450kg의 다운포스로 제작되었다. 2017년 11월 5일 시범 운행에서 최고 속도 457.49km를 기록하며 가장 빠른 양산차 기네스북에 올랐다.

### 코닉세그 아제라 파이널 에디션
2016년 3월에 제네바 모터쇼에서 최초로 공개된 모델로 아제라의 최종형 모델로 총 3대만이 생산되었다.

### 기타 한정판 모델
- 코닉세그 아제라 N[1]
- 코닉세그 아제라 X[2]
- 코닉세그 아제라 S 헌드라 (코닉세그 100번째 생산대수 기념작)[3]
- 코닉세그 아제라 HH[4]
- 코닉세그 아제라 RS 나라바[5]
- 코닉세그 아제라 RS 드라캔[6]
- 코닉세그 아제라 RS 바르힐[7]
- 코닉세그 아제라 RS1[6]
- 코닉세그 아제라 RSR (일본 모델)[6]
- 코닉세그 아제라 ML[8]
- 코닉세그 아제라 HM[9]
- 코닉세그 아제라 XS (미국 모델)[5]
- 코닉세그 아제라 RSN[10]
- 코닉세그 아제라 RS 피닉스[11]
- 코닉세그 아제라 R 진징[12]